# 孟太妃 (拓跋雲妻)
孟氏，北魏女性人物，钜鹿人，嫁给任城王拓跋雲为妻，其子尚书令、任城王元澄。
拓跋雲死后被，尊为任城国太妃。元澄为扬州（驻寿春，今安徽省寿县）刺史时，率众出兵讨伐。于后南梁将军姜庆真按结逆党，攻陷罗城。长史韦缵仓促失措，计无所出。孟太妃于是勒兵登城墙，先守要冲。激厉文武官员，安慰新旧部下，以赏罚来宣传，以逆顺之理劝喻，于是大家都有奋战之志。她亲自巡守，不避箭矢飞石。梁军不能获胜，最后保全扬州城。元澄上表奏闻，当时魏宣武帝驾崩，事寝。灵太后后来下令：“鸿功盛美，实宜垂之永年。”敕命有司树碑旌美，谥号烈懿太妃。